# Democràcia Pitiüsa
Democràcia Pitiüsa (DP, Democracia Pitiusa) es un partido político español de ámbito ibicenco. Fue fundado en las elecciones municipales de 1999 y sólo se presentó al Ayuntamiento de San Antonio Abad, donde consiguió 717 votos (10,50%) y dos concejales, Vicent Marino Prados, alcalde con UCD el 1979 y Josep Tuestes Torres; con ello el PP perdió la mayoría absoluta, pero DP no llegó a un acuerdo con la oposición para formar un gobierno municipal. En las elecciones al Parlamento de las Islas Baleares de 2007, dirigida por Antoni Ribas Boned y María José Tuestes Cardona (candidata al Consejo de Ibiza) obtuvo 675 votos a la isla de Ibiza. 